# 1947-es Grand Prix-szezon
Az 1947-es Grand Prix-szezon volt a Grand Prix-versenyzés harmincnegyedik idénye. A legsikeresebb versenyző Luigi Villoresi, a legsikeresebb konstruktőr pedig a Maserati volt hat illetve tizenhárom győzelemmel.

## Versenyek

### Grandes Épreuves
| Verseny         | Helyszín          | Időpont        | Pole-pozíció        | Leggyorsabb kör                     | Győztes versenyző   | Győztes konstruktőr | Összefoglaló |
| --------------- | ----------------- | -------------- | ------------------- | ----------------------------------- | ------------------- | ------------------- | ------------ |
| svájci nagydíj  | Bremgarten        | Június 8.      | Jean-Pierre Wimille | Jean-Pierre Wimille                 | Jean-Pierre Wimille | Alfa Romeo          | Összefoglaló |
| belga nagydíj   | Spa-Francorchamps | Június 29.     | Jean-Pierre Wimille | Jean-Pierre Wimille                 | Jean-Pierre Wimille | Alfa Romeo          | Összefoglaló |
| olasz nagydíj   | Sempione Park     | Szeptember 7.  | Consalvo Sanesi     | Carlo Felice Trossi                 | Carlo Felice Trossi | Alfa Romeo          | Összefoglaló |
| francia nagydíj | Lyons-Parilly     | Szeptember 21. | Henri Louveau       | Alberto Ascari Luigi Villoresi Raph | Louis Chiron        | Talbot-Lago-Talbot  | Összefoglaló |

### Egyéb versenyek
| Verseny                        | Helyszín                   | Időpont        | Győztes versenyző     | Győztes konstruktőr | Összefoglaló |
| ------------------------------ | -------------------------- | -------------- | --------------------- | ------------------- | ------------ |
| São Paulo-i nagydíj            | Interlagos                 | Január 5.      | Chico Landi           | Alfa Romeo          | Összefoglaló |
| Gran Premio General Juan Perón | Retiro                     | Február 9.     | Luigi Villoresi       | Maserati            | Összefoglaló |
| Eva Duarte Perón-nagydíj       | Retiro                     | Február 16.    | Luigi Villoresi       | Maserati            | Összefoglaló |
| rosariói nagydíj               | Parque de la Independencia | Március 2.     | Achille Varzi         | Alfa Romeo          | Összefoglaló |
| rafaelai nagydíj               | Rafaela                    | Március 20.    | Oscar Alfredo Gálvez  | Alfa Romeo          | Összefoglaló |
| interlagosi nagydíj            | Interlagos                 | Március 30.    | Achille Varzi         | Alfa Romeo          | Összefoglaló |
| paui nagydíj                   | Pau                        | Április 7.     | Nello Pagani          | Maserati            | Összefoglaló |
| Rio de Janeiro-i nagydíj       | Gávea                      | Április 21.    | Chico Landi           | Alfa Romeo          | Összefoglaló |
| Roussillon nagydíj             | Perpignan                  | Április 27.    | Eugène Chaboud        | Talbot-Lago-Talbot  | Összefoglaló |
| Jersey-i nagydíj               | Saint Helier               | Május 8.       | Reg Parnell           | Maserati            | Összefoglaló |
| Marseille-i nagydíj            | Prado                      | Május 18.      | Eugène Chaboud        | Talbot-Lago-Talbot  | Összefoglaló |
| Grand Prix des Frontières      | Chimay                     | Május 25.      | Yves Giraud-Cabantous | Maserati            | Összefoglaló |
| Nîmes-i nagydíj                | Nîmes                      | Június 1.      | Luigi Villoresi       | Maserati            | Összefoglaló |
| Challenges AGACI               | Montlhéry                  | Június 8.      | Maurice Varet         | Delage              | Összefoglaló |
| Marne nagydíj                  | Reims                      | Július 6.      | Christian Kautz       | Maserati            | Összefoglaló |
| Gransden Lodge                 | Gransden Lodge Airfield    | Július 12.     | Dennis Poore          | Alfa Romeo          | Összefoglaló |
| albi nagydíj                   | Albi                       | Július 13.     | Louis Rosier          | Talbot-Lago-Talbot  | Összefoglaló |
| bari nagydíj                   | Lungomare                  | Július 13.     | Achille Varzi         | Alfa Romeo          | Összefoglaló |
| Bell Ville-i nagydíj           | Bell Ville                 | Július 13.     | Óscar Alfredo Gálvez  | Alfa Romeo          | Összefoglaló |
| nizzai nagydíj                 | Nizza                      | Július 20.     | Luigi Villoresi       | Maserati            | Összefoglaló |
| elzászi nagydíj                | Strasbourg                 | Augusztus 3.   | Luigi Villoresi       | Maserati            | Összefoglaló |
| Ulster Trophy                  | Ballyclare                 | Augusztus 9.   | Bob Gerard            | ERA                 | Összefoglaló |
| Comminges nagydíj              | Saint-Gaudens              | Augusztus 10.  | Louis Chiron          | Talbot-Lago-Talbot  | Összefoglaló |
| montevideói nagydíj            | Playa Ramirez              | Augusztus 17.  | Óscar Alfredo Gálvez  | Alfa Romeo          | Összefoglaló |
| British Empire Trophy          | Douglas                    | Augusztus 21.  | Bob Gerard            | ERA                 | Összefoglaló |
| Mar del Plata-nagydíj          | El Torreón                 | Szeptember 21. | Óscar Alfredo Gálvez  | Alfa Romeo          | Összefoglaló |
| Lausanne-i nagydíj             | Lausanne                   | Október 5.     | Luigi Villoresi       | Maserati            | Összefoglaló |
| Coupe du Salon                 | Montlhéry                  | November 16.   | Yves Giraud-Cabantous | Talbot-Lago-Talbot  | Összefoglaló |

## Statisztika

### Versenyzők
| Versenyző             | Győzelmek | Győzelmek        |
| Versenyző             | Összesen  | Grandes Épreuves |
| --------------------- | --------- | ---------------- |
| Luigi Villoresi       | 6         | 0                |
| Óscar Alfredo Gálvez  | 4         | 0                |
| Achille Varzi         | 3         | 0                |
| Eugène Chaboud        | 2         | 0                |
| Louis Chiron          | 2         | 1                |
| Bob Gerard            | 2         | 0                |
| Chico Landi           | 2         | 0                |
| Jean-Pierre Wimille   | 2         | 2                |
| Prince Bira           | 1         | 0                |
| Yves Giraud-Cabantous | 1         | 0                |
| Christian Kautz       | 1         | 0                |
| Nello Pagani          | 1         | 0                |
| Reg Parnell           | 1         | 0                |
| Dennis Poore          | 1         | 0                |
| Louis Rosier          | 1         | 0                |
| Carlo Felice Trossi   | 1         | 1                |
| Maurice Varet         | 1         | 0                |

### Konstruktőrök
| Konstruktőr        | Győzelmek | Győzelmek        |
| Konstruktőr        | Összesen  | Grandes Épreuves |
| ------------------ | --------- | ---------------- |
| Alfa Romeo         | 13        | 3                |
| Maserati           | 10        | 0                |
| Talbot-Lago-Talbot | 6         | 1                |
| ERA                | 2         | 0                |
| Delage             | 1         | 0                |